# The Blue Room (ep)
The Blue Room is de derde ep van de Britse rockgroep Coldplay. De ep was de eerste uitgave van Coldplay onder de vleugels van het Parlophone-label in april 1999.
De versie van Don't Panic op deze ep is anders dan die van hun debuutalbum Parachutes. Ook staan er twee nummers op van de Safety: Bigger Stronger en Such A Rush. Het nummer High Speed is ook van Parachutes.

## Nummers
1. "Bigger Stronger" - 4:51
2. "Don't Panic" - 2:33
3. "See You Soon" - 2:53
4. "High Speed" - 4:14
5. "Such A Rush" - 4:59

Don't Panic is een andere versie dan die van Parachutes.